# ذهن زیبا (مجموعه تلویزیونی ایرانی)
ذهن زیبا با نام قبلی مسیر اصلی یک مجموعه تلویزیونی درام زندگی‌نامه‌ای ایرانی به کارگردانی سیدمحمدرضا خردمندان و تهیه کنندگی علی‌اکبر تحویلیان است. فیلم‌نامه آن توسط امیرمحمد عبدی با برداشتی آزاد از کتاب سلول‌های بهاری اثر بهنام باقری به نگارش درآمده است. این مجموعه شرحی بر زندگی حسین بهاروند، مؤسس پژوهشکده زیست‌شناسی و فناوری سلول‌های بنیادی رویان، است. در آن امیرعلی دانایی نقش میانسالی بهاروند را بازی می‌کند و ساناز سعیدی، محمد نادری و زهرا داوودنژاد از دیگر بازیگران هستند.

## خلاصه داستان
این مجموعه اقتباسی آزاد از زندگی حسین بهاروند، محقق برجستهٔ ایرانی در حوزهٔ زیست‌شناسی است که چالش‌های علمی و ذهنی او را به تصویر می‌کشد. این مجموعه تلویزیونی با برداشتی آزاد، زندگی محقق سلول‌های بنیادی، حسین بهاروند را به تصویر می‌کشد. همچنین به گوشه‌ای از زندگی سعید کاظمی آشتیانی رئیس پژوهشگاه رویان نیز اشارت دارد.

## بازیگران
- امیرعلی دانایی در نقش میانسالی حسین بهاروند
- مهدی مهاجری در نقش جوانی حسین بهاروند
- دانیال جعفری در نقش نوجوانی حسین بهاروند
- حسین شهبازی در نقش کودکی حسین بهاروند
- ساناز سعیدی در نقش فرزانه، همسر حسین بهاروند
- محمد نادری در نقش علی بهاروند، پدر حسین بهاروند
- زهرا داوودنژاد در نقش فاطمه، مادر حسین بهاروند[۱۵]
- کوروش سلیمانی در نقش سعید کاظمی آشتیانی، رئیس پژوهشگاه رویان
- عیسی یوسفی پور
- فریده سپاه‌منصور
- عزت‌الله رمضانی‌فر
- یدالله شادمانی در نقش پدر مجتبی
- احسان امانی
- مائده طهماسبی
- رضا بنفشه‌خواه در نقش آقای احسانی
- روح‌الله مهرابی
- آتش تقی‌پور
- مزدک میرعابدینی
- نسرین نکیسا در نقش مادر فرزانه
- شاهو رستمی
- حسین شریفی
- رامونا شاه
- فاطمه شکری در نقش عمه‌خانم
- ترنم کرمانیان
- حنانه آجرلو
- رهام تدریسی
- مرتضی بهادری

## بازخورد
وبگاه نواندیش نوشته که داستان این مجموعه منسجم نیست و به‌درستی به شخصیت‌های فرعی پرداخته نشده است اما به‌خاطر اجرای بازیگران از سایر آثار تلویزیون در ماه رمضان بالاتر است. سعید زعیمی، در نقدی برای ایسنا، این مجموعه را «نمونه‌ای ارزشمند برای معرفی و الگوسازی از دانشمندان برجسته ایرانی» توصیف کرد و پیشنهاد می‌کند که برای تأثیرگذاری بیشتر، تولید چنین سریال‌هایی به یک روند پایدار در رسانه‌ها تبدیل شود. همشهری آنلاین هم به موضوع سریال تأکید داشت و آن را گامی مهم در جهت «الگوسازی از دانشمندان ایرانی» توصیف کرد.

## جستار‌های وابسته
- حسین بهاروند
- سلول‌های بهاری